# 폼페이 최후의 날 (소설)

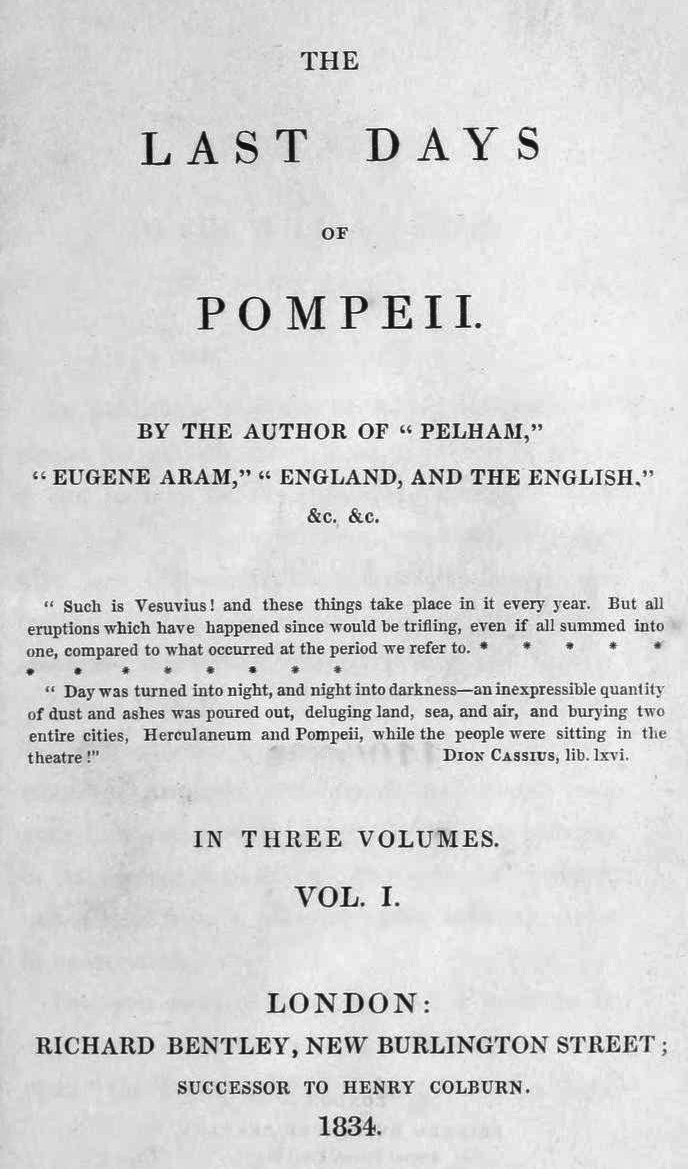

폼페이 최후의 날(영어: The Last Days of Pompeii)은 영국의 작가 에드워드 불워 리턴 (Edward Bulwer-Lytton)이 1834년에 발표한 역사 소설이다. 서기 79년, 베수비오 화산 폭발로 인해 화산재에 묻혀 사라진 로마 제국의 도시 폼페이를 무대로 한다.